# سیات ۱۴۳۰
سیات ۱۴۳۰ (انگلیسی: SEAT 1430) یک سدان سایز متوسط است که توسط خودروساز اسپانیایی سیات از سال ۱۹۶۹ تا ۱۹۷۵ تولید شد. این خودرو بر اساس سدان فیات ۱۲۴ ساخته شد و جانشین SEAT 124 بود.
۱۴۳۰ از یک موتور ۱٫۴ لیتری با قدرت ۷۵ اسب بخار استفاده می‌کرد و با یک گیربکس ۴ سرعته دستی جفت می‌شد. دارای دیفرانسیل جلو و سیستم تعلیق مستقل در جلو و عقب بود.
یکی از ویژگی‌های قابل توجه سیات ۱۴۳۰ تجهیزات ایمنی آن بود. ترمزهای دیسکی روی هر چهار چرخ داشت که در آن زمان غیر معمول بود و بدنه را تقویت می‌کرد.
سیات ۱۴۳۰ در طول تولید خود خودرویی محبوب در اسپانیا بود و همچنین به کشورهای دیگر اروپا و همچنین آمریکای لاتین و آفریقا صادر می‌شد.